# 和辻哲郎文化賞
和辻哲郎文化賞（わつじてつろうぶんかしょう）は、1988年に兵庫県姫路市が市制百年記念と和辻哲郎生誕百年を記念して創設した学術賞。一般部門と学術部門に分かれる。かつて司馬遼太郎が選考委員を務めた。
正賞の「蒔絵源氏絵千姫羽子板」（姫路在住の蒔絵師・江藤國雄氏が製作）と副賞100万円などが贈られる。
また、第1回からすべての選評および「受賞のことば」を公式サイトにて公開している。

## 一般部門
和辻哲郎が文学、歴史、芸術などさまざまな領域において横断的かつユニークな著作を世に問い、広範な読者に訴えかけたスケールの大きな学者であったことに鑑み、文化一般におけるすぐれた著作に与えられる。

### 選考委員

#### 歴代選考委員
- 司馬遼太郎※（第1回～第8回）※は故人。
- 陳舜臣※（第1回～第23回）
- 梅原猛※（第1回～第29回）
- 中野孝次※（第9回～第16回）
- 山折哲雄（第17回～第31回）
- 阿刀田高（第24回～第35回）
- 藤原正彦（第36回）

#### 現在（第37回・2024年度）
- 辻原登（第32回～第35回、第37回[2]～）
- 山内昌之（第32回～）
- ロバート・キャンベル（第36回・2023年度[3]～）

## 学術部門
和辻哲郎が専門とした哲学、倫理学、宗教、思想、比較文化といった領域での学術的水準を備えた、すぐれた著作に与えられる。

### 選考委員

#### 歴代選考委員
- 勝部真長※（第1回～第10回）
- 湯浅泰雄※（第1回～第16回）
- 坂部恵※（第1回～第20回）
- 濱井修（第11回～第15回）
- 黒住眞（第18回～第34回）
- 加藤尚武（第22回～第25回）
- 鷲田清一（第26回～第29回）

#### 現在（第37回・2024年度）
- 関根清三（第16回～）
- 野家啓一（第30回～）
- 清水正之（第35回～）

## 受賞者

### 第1回～第10回
- 第1回（1988年）
  - 一般 大久保喬樹『岡倉天心：驚異的な光に満ちた空虚』（小沢書店）
  - 学術 ウィリアム・R・ラフルーア「廃墟に立つ理性：戦後合理性論争における和辻哲郎の位相」（テツオ・ナジタ・前田愛・神島二郎編『戦後日本の精神史：その再検討』岩波書店所収）
- 第2回（1989年）
  - 一般 宇佐美斉『落日論』（筑摩書房）
  - 学術 上山安敏『フロイトとユング：精神分析運動とヨーロッパ知識社会』（岩波書店）
- 第3回（1990年）
  - 一般 中西進『万葉と海彼』（角川書店）
  - 学術 永積洋子『近世初期の外交』（創文社）
- 第4回（1991年）
  - 一般 野口武彦『江戸の兵学思想』（中央公論社）
  - 学術 ヘルマン・オームス『徳川イデオロギー』（ぺりかん社）
- 第5回（1992年）
  - 一般 郡司正勝『郡司正勝刪定集』全六巻（白水社）
  - 学術 大森荘蔵『時間と自我』（青土社）
- 第6回（1993年）
  - 一般 土居良三『咸臨丸海を渡る：曽祖父・長尾幸作の日記より』（未來社）
  - 学術 加藤尚武『哲学の使命：ヘーゲル哲学の精神と世界』（未來社）
- 第7回（1994年）
  - 一般 堀田善衛『ミシェル城館の人』全三巻（集英社）
  - 一般 山内昶『「食」の歴史人類学：比較文化論の地平』（人文書院）
  - 学術 関根清三『旧約における超越と象徴』（東京大学出版会）
- 第8回（1995年）
  - 一般 井上義夫『評伝 D. H. ロレンス』全三巻（小沢書店）
  - 学術 阿部良雄『シャルル・ボードレール：現代性の成立』（河出書房新社）
- 第9回（1996年）
  - 一般 長谷川三千子『バベルの謎：ヤハウィストの冒険』（中央公論社）
  - 学術 小野清美『テクノクラートの世界とナチズム：「近代超克」のユートピア』（ミネルヴァ書房）
- 第10回（1997年度）
  - 一般 徳永恂『ヴェニスのゲットーにて：反ユダヤ主義思想史への旅』（みすず書房）
  - 学術 一ノ瀬正樹『人格知識論の生成：ジョン・ロックの瞬間』（東京大学出版会）

### 第11回～第20回
- 第11回（1998年）
  - 一般 嶋田義仁『稲作文化の世界観：「古事記」神代神話を読む』（平凡社）
  - 学術 佐々木毅『プラトンの呪縛：二十世紀の哲学と政治』（講談社）
- 第12回（1999年）
  - 一般 西村三郎『文明のなかの博物学：西欧と日本』（紀伊國屋書店）
  - 一般 渡辺京二『逝きし世の面影：日本近代素描I』（葦書房）
  - 学術 宇都宮芳明『カントと神：理性信仰・道徳・宗教』（岩波書店）
- 第13回（2000年）
  - 一般 稲賀繁美『絵画の東方：オリエンタリズムからジャポニスムへ』（名古屋大学出版会）
  - 学術 小林道夫『デカルト哲学とその射程』（弘文堂）
- 第14回（2001年）
  - 一般 岡野弘彦『折口信夫伝：その思想と学問』（中央公論新社）
  - 一般 山折哲雄『愛欲の精神史』（小学館）
  - 学術 ケイト・W・ナカイ『新井白石の政治戦略：儒学と史論』平石直昭・小島康敬・黒住真訳（東京大学出版会）
- 第15回（2002年）
  - 一般 長部日出雄『桜桃とキリスト：もう一つの太宰治伝』（文藝春秋）
  - 学術 木村敏『木村敏著作集・第7巻：臨床哲学論文集』（弘文堂）
  - 学術 植村恒一郎『時間の本性』（勁草書房）
- 第16回（2003年）
  - 一般 秋山駿『神経と夢想：私の『罪と罰』』（講談社）
  - 学術 塩川徹也『パスカル考』（岩波書店）
- 第17回（2004年）
  - 一般 平川祐弘『ラフカディオ・ハーン：植民地化・キリスト教化・文明開化』（ミネルヴァ書房）
  - 学術 井上達夫『法という企て』（東京大学出版会）
- 第18回（2005年）
  - 一般 新倉俊一『評伝西脇順三郎』（慶應義塾大学出版会）
  - 学術 佐藤康邦『カント「判断力批判」と現代：目的論の新たな可能性を求めて』（岩波書店）
- 第19回（2006年）
  - 一般 大泉光一『支倉常長慶長遣欧使節の真相：肖像画に秘められた実像』（雄山閣）
  - 学術 今道友信『美の存立と生成』（ピナケス出版）
- 第20回（2007年）
  - 一般 岩下尚史『芸者論：神々に扮することを忘れた日本人』（雄山閣）
  - 学術 伊藤邦武『パースの宇宙論』（岩波書店）

### 第21回～第30回
- 第21回（2008年）
  - 一般 岡谷公二『南海漂蕩：ミクロネシアに魅せられた土方久功・杉浦佐助・中島敦』（冨山房インターナショナル）
  - 学術 森一郎『死と誕生：ハイデガー・九鬼周造・アーレント』（東京大学出版会）
- 第22回（2009年）
  - 一般 今橋理子『秋田蘭画の近代：小田野直武「不忍池図」を読む』（東京大学出版会）
  - 学術 互盛央 『フェルディナン・ド・ソシュール：<言語学>の孤独、「一般言語学」の夢』（作品社）
- 第23回（2010年）
  - 一般 杉田弘子『漱石の『猫』とニーチェ：稀代の哲学者に震撼した近代日本の知性たち』（白水社）
  - 学術 権左武志 『ヘーゲルにおける理性・国家・歴史』（岩波書店）
- 第24回（2011年）
  - 一般 末延芳晴『正岡子規、従軍す』（平凡社）
  - 学術 中畑正志 『魂の変容：心的基礎概念の歴史的構成』（岩波書店）
- 第25回（2012年）
  - 一般 劉岸偉『周作人伝：ある知日派文人の精神史』（ミネルヴァ書房）
  - 一般 安住恭子『「草枕」の那美と辛亥革命』（白水社）
  - 学術 中島隆博 『共生のプラクシス：国家と宗教』（東京大学出版会）
- 第26回（2013年）
  - 一般 池田美紀子『夏目漱石：眼は識る東西の字』（国書刊行会）
  - 学術 野本和幸 『フレーゲ哲学の全貌：論理主義と意味論の原型』（勁草書房）
- 第27回（2014年）
  - 一般 亀井俊介『有島武郎：世間に対して真剣勝負をし続けて』（ミネルヴァ書房）
  - 学術 稲垣良典『トマス・アクィナスの神学』（創文社）、『トマス・アクィナス「存在(エッセ)」の形而上学』（春秋社）の2作。
- 第28回（2015年）
  - 一般 勝又浩『私小説千年史：日記文学から近代文学まで』（勉誠出版）
  - 学術 佐藤光『柳宗悦とウィリアム・ブレイク：環流する「肯定の思想」』（東京大学出版会）
- 第29回（2016年）
  - 一般 山口謠司『日本語を作った男：上田万年とその時代』（集英社インターナショナル）
  - 学術 野矢茂樹『心という難問：空間・身体・意味』（講談社）
- 第30回（2017年）
  - 一般 保阪正康『ナショナリズムの昭和』（幻戯書房）
  - 学術 竹峰義和『〈救済〉のメーディウム：ベンヤミン、アドルノ、クルーゲ』（東京大学出版会）

### 第31回～
- 第31回（2018年）
  - 一般 平川新『戦国日本と大航海時代：秀吉・家康・政宗の外交戦略』（中央公論新社〈中公新書〉）
  - 学術 石川求『カントと無限判断の世界』（法政大学出版局）
- 第32回（2019年）
  - 一般 白川方明『中央銀行：セントラルバンカーの経験した39年』（東洋経済新報社）
  - 学術 松井裕美『キュビスム芸術史：20世紀西洋美術と新しい〈現実〉』（名古屋大学出版会）
- 第33回（2020年）
  - 一般 サンドラ・シャール『『女工哀史』を再考する：失われた女性の声を求めて』（京都大学学術出版会）
  - 学術 宮本久雄『パウロの神秘論：他者との相生の地平をひらく』（東京大学出版会）
- 第34回（2021年）
  - 一般 三浦篤『移り棲む美術：ジャポニスム、コラン、日本近代洋画』（名古屋大学出版会）
  - 学術 納富信留『ギリシア哲学史』（筑摩書房）
- 第35回（2022年）
  - 一般 多胡吉郎『生命の谺：川端康成と「特攻」』（現代書館）
  - 学術 渋谷治美『カントと自己実現：人間讃歌とそのゆくえ』（花伝社）
- 第36回（2023年）
  - 一般 小坂洋右『アイヌの時空を旅する：奪われぬ魂』（藤原書店）ISBN　978-4-86578-377-3
  - 学術 嶺秀樹『絶対無の思索へ：コンテクストの中の西田・田辺哲学』（法政大学出版局）ISBN　978-4-588-13036-6
- 第37回（2024年）[4]
  - 一般 平井健介『日本統治下の台湾：開発・植民地主義・主体性』（名古屋大学出版会）ISBN　978-4-8158-1158-7
  - 学術 鷲田清一『所有論』（講談社）ISBN　978-4-06-534272-5